# Скандальна Джильда
«Скандальна Джильда» — кінофільм.

## Сюжет
Ні, головну героїню звали не Джильда. Ми взагалі не дізнаємося її імені, як і імені її партнера — чоловіка. Про Неї ми знаємо, що Її зрадив чоловік, і, глибоко переживаючи, Вона через помсту віддалася випадково зустрічному чоловікові. Про Нього — що Він мультиплікатор і придумує всякі непристойні сюжети (зразок навіщо показаного повністю мультфільму «Скандальна Джильда», в якому символічні геніталії сходили з розуму в оргазмі). Він і Вона самі почали зводити з розуму один одного, перетворюючи свою несподівану пристрасть у суцільну муку і страждання...

## Цікаві факти
В Італії фільм мав великий успіх (навіть дістав назву "італійська відповідь «9 1/5 тижнів»), в основному через популярність акторки класичного репертуару Моніки Гуерріторе, яка досі не знімалася в еротиці (правда, еротики тут обмежена кількість, — не Тінто Брас). Але фільм дуже претензійний. Гарна музика Джорджо Карніні та операторська робота Маріо Вульпіані.